# José Ottavis
José María Ottavis Arias (Martínez, Buenos Aires, 9 de mayo de 1980) es un militante político y social argentino. Fue diputado de la provincia de Buenos Aires por el Frente para la Victoria (FPV) entre 2011 y 2019. También fue secretario general de la Juventud Peronista de la provincia de Buenos Aires (JPBA) y miembro de la Asamblea Permanente por los Derechos Humanos.
Es el fundador y presidente de la Asociación Civil Amarte Argentina.

## Biografía

### Comienzos en la militancia política
Proveniente de una familia de orientación cristiana y políticamente activa, José Ottavis dio sus primeros pasos en la militancia al conocer el Centro Cultural Homero Manzi, una unidad básica peronista de la localidad de Martínez, en el año 1994. Su participación en esta unidad básica lo llevó a conocer de cerca la realidad de los barrios humildes de la Provincia de Buenos Aires y en esta experiencia reforzó su condición de peronista. A poco de empezar, se vinculó con la militancia ligada con los organismos de derechos humanos hasta llegar a la Asamblea Permanente por los Derechos Humanos (APDH), una organización no gubernamental fundada a con ese propósito en el año 1975.
Más tarde, ya durante el gobierno de Eduardo Duhalde y habiendo superado los momentos más adversos de la política en Argentina y el subsiguiente estallido de la crisis política y económica del año 2001, Ottavis se encontraba militando en la Mesa Federal de la Juventud, en oposición al menemismo, al duhaldismo y a la corriente corachista que subsistían entonces en la interna peronista. En esta oposición tuvo contacto con Néstor Kirchner, quien un año después sería electo presidente y su esposa Cristina Fernández de Kirchner que se desempeñaba como senadora nacional.

### Militancia en el kirchnerismo
Con la llegada de Néstor Kirchner a la presidencia, en el año 2003, se posicionó con éste y en oposición a Eduardo Duhalde en las internas del peronismo. En los primeros días del kirchnerismo empezó a forjar vínculos con los militantes que más tarde fundarían la agrupación juvenil La Cámpora, como Andrés Larroque, Eduardo de Pedro, Juan Cabandié y Mariano Recalde, entre otros. Con la bandera de «Compromiso K», y con la compañía de Mayra Mendoza,  empezaba a formarse el movimiento juvenil en el interior de un incipiente kirchnerismo.
Ottavis manifestó en varias ocasiones su aprobación a la gestión de gobierno llevada a cabo por el kirchnerismo. Para Ottavis, se trató de una transformación profunda y opinó que «las transformaciones de tipo estructural de este gobierno fueron muy importantes, pero lo que se visibliza es una transformación de tipo social» y afirmó que es necesario construir una amplia base de apoyo popular para sustentar dichas transformaciones en el tiempo. En materia de política de Derechos Humanos, Ottavis ha señalado la importancia de las gestiones de Néstor Kirchner y Cristina Fernández en la política de memoria de los crímenes de Estado de la última dictadura.
Aunque la fundación de La Cámpora se remonta al año 2003, cobró fuerza y visibilidad en el año 2010, tras el fallecimiento del expresidente Néstor Kirchner. Ottavis opinó en la ocasión que el fenómeno de la aparición y crecimiento de agrupaciones juveniles está relacionado con el rol activo que debe jugar la juventud en la política: «Con la partida de Néstor, la juventud se manifestó y ganamos la calle. Cada vez que la Argentina discute temas profundos los jóvenes estamos y estamos siempre en función del pueblo».

### Diputado provincial (2011-2019)
En las elecciones de octubre de 2011, José Ottavis fue elegido para ocupar un escaño en la Cámara de Diputados de la Provincia de Buenos Aires por el Frente para la Victoria, siendo además electo entre sus pares para ocupar la vicepresidencia de esa Cámara. En el acto de asunción de este mandato, juró «por Perón, Eva, Néstor y nuestra conductora, la presidenta Cristina». En 2015 fue reelegido para un nuevo mandato que finalizó en 2019. Se desempeñó como presidente de la comisión de Intereses Marítimos, Fluviales, Pesqueros y Portuarios provinciales e íntegro como vocal las comisiones de Defensa del Consumidor, del Usuario y de la Competencia; de Defensa Nacional; de Finanzas; de Peticiones, Poderes y Reglamento; y de Transportes.
Como diputado provincial y militante de La Cámpora, Ottavis puso énfasis en la acción social y política de base, a través de la militacia en los barrios. Según Ottavis, es preciso caminar los barrios para conocer de cerca los problemas de la gente y pensar como desde el Estado nacional y la provincia podemos avanzar con aquello que aun hace falta profundizar. «Proponemos que más vecinos se unan, se organicen y sean solidarios con su barrio para seguir haciendo crecer nuestro pueblo» y que este es un llamado a la militancia kirchnerista-peronista a redoblar los esfuerzos en defensa del proyecto que encabeza la presidenta Cristina Fernández de Kirchner.
En el ámbito económico, acompañó el revalúo fiscal propuesto por el gobernador Daniel Scioli es «una ley justa, con el gobierno poniéndose al frente de los problemas de los bonaerenses». Ottavis destacó el apoyo de todo el arco político en el proceso, señalando que el revalúo del impuesto significa mejores condiciones de vida para toda la población.
En el aspecto ambiental y habitacional, Ottavis apoyó la presentación de un proyecto que de modificación de la Ley de ordenamiento territorial. El proyecto busca impulsar programas de construcción, autoconstrucción, reparación, remodelación o ampliación de viviendas tanto urbanas como rurales, así como también, fomentar créditos para la mejora de hábitat creando un fondo fiduciario que a través de organizaciones sociales, financiará a aquellos que no pueden acceder al crédito bancario.
En cuanto a la salud, uno de los proyectos presentados por el diputado fue el que prohíbe fumar en las salas de juego habilitadas en la provincia de Buenos Aires y en aquellos locales gastronómicos que tengan un sector habilitado para fumadores separado del resto. La iniciativa elimina las exenciones previstas en la Ley de control de tabaco sancionada en el 2008, avanzando en el sentido de lograr una provincia libre de humo de tabaco.
En 2014 durante un encuentro de capacitación para concejales de los 135 municipios bonaerenses que se realizó en la Cámara de Diputados y propuso cambiar la Ley Orgánica de las Municipalidades, para articular con todos los poderes del Estado en su conjunto,nacional, provincial y municipal, pero fundamentalmente promoviendo la participación de la gente.

### Actividad actual
Junto a su esposa, Celia Itatí Britez, fundó la asociación civil Amarte Argentina, que asiste a personas con necesidades insatisfechas. Actualmente vive en la Provincia de Corrientes.

## Vida privada
Estuvo casado con Laura Elías, con quien tuvo a su único hijo, Francisco. Entre 2006 y 2014 estuvo en pareja con Mayra Mendoza. En 2016 mantuvo una relación con la modelo y vedette Victoria Xipolitakis. Actualmente está casado con Celia Itatí Britez.
En 2018 declaró que estaba recuperado de una adicción a la cocaína que había padecido durante dos años.